# 李旦
李 旦（り たん、? - 1625年8月12日、英名：Andrea Dittis）は、17世紀に活躍した中国人貿易商人（海商）。キリスト教徒でもあったので、アンドレア李旦・唐人カピタンとも呼ばれる。福建省泉州府同安県の人。はじめマニラを拠点とするが、のちに日本の平戸に移住。海商である王直の配下であったが、王直の死後、彼が築いた貿易ルートを受け継ぎ、幕府から朱印状を得て朱印船貿易に携わり、12隻の船を渡航させた。平戸における中国人商人の首領であり、イギリス商館にも彼の屋敷が使われた。李旦の死後その勢力は鄭芝龍が継承した。